# Amel Brahim-Djelloul
Amel Brahim-Djelloul (Algeri, 1975) è un soprano e cantante lirica algerina naturalizzata francese, di origine berbera.

## Biografia
Amel Brahim-Djelloul nasce ad Algeri da famiglia berbera. Inizia la sua educazione musicale studiando il violino. Comincia la sua carriera nel canto nella città natale, seguita da Abdelhamid Belferouni. Fu Noëlle Barker a consigliarle di trasferirsi a Parigi per perfezionare il suo apprendimento. Ha continuato la sua formazione alla l'École nationale de musique di Montreuil con Frantz Petri e poi al Conservatoire de Paris con Peggy Bouveret e Malcolm Walker, dove si è laureata a giugno del 2003.
Nel giugno 2001 si esibisce in melodie composte da Francisco Salvador-Daniel, per un progetto nato dalla collaborazione tra France Culture e Radio algérienne.
Ha preso parte a vari progetti in onore delle sue origini maghrebine come Les mille et une nuits e Méditerranée - Souvenirs d'Al-Andalus.

## Repertorio
| Repertorio operistico       |                             |            |
| Ruolo                       | Titolo                      | Autore     |
| Adina                       | L'elisir d'amore            | Donizetti  |
| Mélisande / Yniold          | Pelléas et Mélisande        | Debussy    |
| Antigone                    | Œdipe                       | Enescu     |
| Clémence e Andreloun        | Mireille                    | Gounod     |
| Jacqueline                  | Fortunio                    | Messager   |
| Véronique                   | Véronique                   | Messager   |
| Drusilla / Valletto / Amore | L'incoronazione di Poppea   | Monteverdi |
| Despina                     | Così fan tutte              | Mozart     |
| Pamina                      | Il flauto magico            | Mozart     |
| Servilia                    | La clemenza di Tito         | Mozart     |
| Susanna / Barbarina         | Le nozze di Figaro          | Mozart     |
| Gabrielle                   | La vie parisienne           | Offenbach  |
| Ninette                     | L'amore delle tre melarance | Prokof'ev  |
| Suor Genovieffa             | Suor Angelica               | Puccini    |
| Dido                        | Didone ed Enea              | Purcell    |
| Divers                      | La regina delle fate        | Purcell    |
| La Princesse                | L'Enfant et les sortilèges  | Ravel      |
| Sesto                       | Giulio Cesare in Egitto     | Sartorio   |
| Nannetta                    | Falstaff                    | Verdi      |
| Hébé                        | Les Indes galantes          | Rameau     |

## Discografia
| Anno | Titolo                                                | Cast | Direttore              | Etichetta       |
| ---- | ----------------------------------------------------- | --- | ---------------------- | --------------- |
| 2004 | Les Grands Motets de Lully                            | Amel Brahim-Djelloul, Damien Guillon, Howard Crook, Hervé Lamy, Arnaud Marzorati                                                                                       | Olivier Schneebeli     | K617            |
| 2005 | Les Grands Motets                                     | Amel Brahim-Djelloul, Robert Getchell, Jean-François Lombard, Jean-François Novelli, Stephan van Dick, Maarten Koningsberger, Edwin Crossley-Mercer                    | Olivier Schneebeli     | K617            |
| 2006 | Giulio Cesare in Egitto                               | Amel Brahim-Djelloul |                        | ORF Alte Musik  |
| 2006 | Le Jardin des Voix                                    | Les Arts Florissants | William Christie       | Virgin Classics |
| 2007 | Les mille et une nuits                                | Amel Brahim-Djelloul, Anne-Le Bozec |                        | Ame Son         |
| 2008 | Amel chante la Méditerranée - Souvenirs d'Al-Andalous | Amel Brahim-Djelloul, Rachid Brahim-Djelloul, Noureddine Aliane, Dahmane Khalfa, Sofia Djemai e Mohammed Maakni                                                        | Rachid Brahim-Djelloul | Ame Son         |
| 2013 | Les surprises de l'Amour                              | Amel Brahim Djelloul, Caroline Mutel, Davy Cornillot, Magali Perol-Dumora, Pierre-Yves Pruvot, Jean-Sebastiene Bou, Virginie Pochon, Karine Deshayes, Anders J. Dahlin |                        | Glossa          |
| 2014 | Te Deum                                               | Amel Brahim Djelloul, Aurore Bucher, Reinoud Van Mechelen, Jeffrey Thompson e Benoît Arnould                                                                           |                        |                 |
| 2015 | Zaïs                                                  | Julian Prégardien, Sandrine Piau, Aimery Lefèvre, Benoît Arnould, Amel Brahim-Djelloul, Hasnaa Bennani, Zachazy Wilder                                                 |                        |                 |
| 2015 | Populaires                                            | Amel Brahim-Djelloul, Nicolas Jouve |                        |                 |